# Cryptoriana – The Seductiveness of Decay
Cryptoriana - The Seductiveness of Decay es el duodécimo álbum de estudio de la banda británica Cradle of Filth. Fue lanzado el 22 de septiembre de 2017 a través de Nuclear Blast Records.
Dani Filth dice que el álbum, "está profundamente influenciado por el terror gótico victoriano y por lo tanto el título es un reflejo de eso." Cryptoriana" implica la obsesión de los victorianos por lo sobrenatural, lo fúnebre y lo macabro. El subtítulo, "La seducción de la decadencia", cementa aún más esta atracción a la muerte y el brillante y prolongado proceso de auto-aniquilación.
El primer sencillo promocional, "Heartbreak And Séance" se estrenó junto a un video musical  el 11 de julio de 2017.

## Lista de canciones
| N.º | Título                                     | Duración |  |
| 1.  | «Exquisite Torments Await...»              | 2:15     |  |
| 2.  | «Heartbreak and Seance»                    | 6:24     |  |
| 3.  | «Achingly Beautiful»                       | 7:02     |  |
| 4.  | «Wester Vespertine»                        | 7:24     |  |
| 5.  | «The Seductiveness of Decay»               | 7:38     |  |
| 6.  | «Vengeful Spirit» (featuring Liv Kristine) | 6:00     |  |
| 7.  | «You Will Know the Lion by His Claw»       | 7:22     |  |
| 8.  | «Death and the Maiden»                     | 8:48     |  |

| Digipack, versiones vinilo y digital |                                   |          |  |
| N.º                                  | Título                            | Duración |  |
| 9.                                   | «The Night at Catafalque Manor»   | 7:31     |  |
| 10.                                  | «Alison Hell» (Annihilator cover) | 5:01     |  |

## Créditos
- Dani Filth - voces principales
- Marek 'Ashok' Šmerda - guitarra
- Richard Shaw - guitarra
- Daniel Firth - bajo
- Lindsay Schoolcraft - voces narrativas
- Martin 'Marthus' Skaroupka - batería, teclados y orquestación.

Músicos adicionales
- Liv Kristine – voces en "Vengeful Spirit"
- Linda Nepivodova – coros
- Lucie Korinkova – coros
- Petr Janovsky – coros
- Vit Starka – coros
- Miloš Makovský – coros
- Martin Franze – coros, líder artístico
- Dana Toncrová – coros
- Ivan Nepivoda – coros
- Jakub Herzan – coros